# Strzyżówka
Strzyżówka – wieś w Polsce położona w województwie lubelskim, w powiecie bialskim, w gminie Drelów.
W latach 1975–1998 miejscowość administracyjnie należała do województwa bialskopodlaskiego.
Wieś jest sołectwem w gminie Drelów. Według Narodowego Spisu Powszechnego z roku 2011 wieś liczyła 85 mieszkańców.
Wierni Kościoła rzymskokatolickiego należą do parafii św. Michała Archanioła w Witorożu.

## Historia
W wieku XIX wieś w dobrach Międzyrzec rodziny Potockich, w 1883 było tu  13 osad z gruntem 482 mórg.